# Sprachenzentrum der Technischen Universität Łódź
Sprachenzentrum der Technischen Universität Łódź (poln. Centrum Językowe Politechniki Łódzkiej) – Einrichtung der Technischen Universität Łódź.

## Geschichte
Das Sprachenzentrum wurde 1951 als Studium für angewandte Fremdsprachenvermittlung der Technischen Universität Łódź (Studium Praktycznej Nauki Języków Obcych) gegründet. Die Rektorenverordnung der TUL vom 1. Januar 2013 hat dem Institut seinen neuen Namen verliehen: Sprachenzentrum der Technischen Universität Łódź.
Seit 2005 ist das Sprachenzentrum im ehemaligen Fabrikgebäude an der Aleja Politechniki 12 in Łódź untergebracht. Mit Mitteln des Europäischen Fonds für Regionale Entwicklung wurde das Gebäude in den Jahren 2004–2006 modernisiert und ausgestattet. Das Zentrum verfügt über 28 Unterrichtsräume, einen Konferenzraum und eine Bibliothek.
Im Gebäude des Sprachenzentrums sind auch Studenten der Universität des Dritten Lebensalters der TUL zu Hause.
Derzeit (Angaben aus dem Jahre 2013) sind im Sprachenzentrum der TUL 72 Hochschullehrer und 15 sonstige Mitarbeiter in den Bereichen Technik, Verwaltung und Wirtschaft beschäftigt.
Das Angebot des Sprachenzentrums umfasst 6 Fremdsprachen: Englisch, Deutsch, Russisch, Italienisch, Französisch, Spanisch, aber auch Polnischkurse für Ausländer.
Im Jahre 2013 betrug die Anzahl der Kursbesucher etwa 6273 [eingeschlossen Vollzeit- (5658) und Fernstudierende (1189), sowie alle Abendstudiumteilnehmer (68)]. 89 % aller Kurse machen die Englischkurse aus.
Das Sprachenzentrum erteilt Kursunterricht für Studierende der Bachelor- und Masterstudiengänge sowie für Doktorandinnen und Doktoranden, für Teilnehmer der Socrates-Erasmus und IAESTE-Programme, für Schüler des Allgemeinbildenden Lyzeums der TUL, für die Hörerschaft der Universität des Dritten Lebensalters der TUL, für Studentenaustausch-Teilnehmer mit Cangzhou Vocational College of Technology (China) und für Ausländer, die sich um einen Studienplatz an der TUL bewerben (Polnisch-Sommerkurse).
Das Zentrum nimmt am Projekt „Młodzi w Łodzi – Językowzięci“ teil, das seit dem 24. September 2012 vom Stadtamt Łódź realisiert ist. Im Rahmen dieses Projekts werden im Zentrum Sprachkurse in Finnisch, Dänisch und Schwedisch gehalten.
Die im Zentrum beschäftigten Hochschullehrer erteilen auch Sprachkurse im Internationalen Bildungszentrum (IFE) der TUL.
Das Zentrum ist auch das Prüfungszentrum für internationale Prüfungen TELC, LCCI und BULATS. Das Zentrum arbeitet mit dem Büro für Schwerbehinderte der TUL, mit der Studentenorganisation BEST und mit dem Verlag The Teacher zusammen.

## Veranstaltungen
- Organisation der 22. Internationalen Konferenz von Englischlehrern IATEFL Polen (27.–29. September 2013) mit 780 Teilnehmern.[3]

- Organisation und Koordination der ersten “Study Visit” an der TUL (5.–9. Juni 2013). Es haben daran 13 Verwaltungsvertreter der Partneruniversitäten der TUL teilgenommen. Zielpunkt war Verbreitung der Internationalisierung von Hochschulen.

## Leitung (2015–2019)
- Direktor des Sprachenzentrums der TUL – Magdalena Nowacka, Ph.D.
- Vize-Direktor für Bildung – Adrianna Kozłowska, MA
- Vize-Direktor für Verwaltung – Anna Badura, MA

## Mitgliedschaft
- SERMO (Gesellschaft für akademische Fremdsprachenzentren)